# Edvige di Żagań

Stemma Żagań

Edvige di Żagań (1350 circa – 27 marzo 1390) è stata una nobile polacca, regina di Polonia per il suo matrimonio con Casimiro III di Polonia.

## Biografia
Edvige era la terza di cinque figli di Enrico V di Ferro e di sua moglie Anna di Mazovia, figlia del duca Venceslao di Płock. I suoi fratelli erano Enrico VI il Vecchio, Enrico VII Rumpold, Enrico VIII di Głogów-Žaganski e la sua unica sorella è Anna, moglie di Giovanni I di Raciborg.
Intorno al 1365 Edvige sposò Casimiro III di Polonia. Questa desiderò con il matrimonio rafforzare i suoi legami con l'imperatore Carlo IV di Lussemburgo. L'operazione non fu così semplice, in quanto Casimir era ancora legalmente sposato con la seconda e la terza moglie, Adelaide d'Assia e Cristina Rokiczana. Inoltre, una dispensa papale si rivelò difficile da ottenere, essendo Casimiro ed Edvige parenti di quarto grado. Comunque, nel 1368 papa Urbano V permise a Casimiro di restare con Edvige. Il re di Polonia era in attesa della nascita di un figlio, in mancanza del quale sarà suo nipote, Luigi I d'Ungheria, che erediterà con la madre Elisabetta di Polonia (sorella di Casimiro). Tuttavia, Edvige dà alla luce tre figlie:
- Anna (1366 - † 1425), moglie (1380) di Guglielmo di Celje (1361 - † 1392), poi di Ulrico di Teck († 1432)
- Cunegonda (1367 - † 1370)
- Edvige (1368 - † dopo il 1407).

La morte di Casimiro, avvenuta il 5 novembre 1370, e l'assenza di eredi maschi segnarono la fine della dinastia Piast, che governava in Polonia dal IX secolo.
Dopo la morte del suo compagno, Edvige tornò a Żagań, alla corte di suo fratello, Enrico VI il Vecchio. Due anni dopo, il 10 febbraio 1372, sposò Rupert I di Legnica con cui ebbe due figlie: Barbara (c.1384 - † 9 maggio 1436), sposa di Rodolfo III di Sassonia, e Agnese (c. 1385 - † 7 luglio 1411) suora a Breslavia.
Edvige morì il 27 marzo 1390, dopo diciannove anni di matrimonio con Rupert I